# Antal Fekete
Pour les articles homonymes, voir Antal (homonymie) et Fekete.
Antal Endre Fekete /ˈɒntɒl ˈɛndrɛ ˈfɛkɛtɛ/ (Budapest, 1932 - Budapest, 2020) était un professeur de mathématiques et de statistiques d'origine hongroise basé au Canada depuis 1957. Il a été professeur à la Memorial University (Terre-Neuve, Canada) jusqu'en 1992. Il était un défenseur de l'Étalon-or et un critique du système monétaire actuel.

## Biographie
Ses théories appartiennent à l'école de pensée économique lancée par Carl Menger. Son soutien à l'étalon-or a ses origines dans l'école autrichienne, cependant, son traitement du système bancaire à réserves fractionnaires, la théorie du capital et de la préférence temporelle des intérêts, la théorie des billets réels et la théorie quantitative de la monnaie de Fekete sont différents de ceux de Murray Rothbard, Ludwig von Mises et Jesús Huerta de Soto. En 2002, la Gold Standard University a débuté sur Internet et en 2007, elle a commencé ses opérations physiques, lorsque Fekete a commencé ses sessions semestrielles à l'Académie Martineum (Szombathely, Hongrie).
De 1958 à 1992, il a été professeur à l'Université Memorial. Après sa retraite, Fekete était résident à la Foundation for Economic Education (New York). Il a ensuite enseigné l'économie dans les écoles autrichiennes en tant que professeur invité à l'Université Francisco Marroquín (Guatemala) en 1995. En 2001, il a été consultant académique à l'Université Sapientia (Hongrie). Depuis 2005, il est « professeur spécial » à l'Intermountain Institute for Science and Applied Mathematics (Missoula, Montana). Fekete a fondé l'organisation éducative New Austrian School of Economics (Munich, Allemagne) qui a mandaté depuis 2012 l'économiste espagnol Juan Ramón Rallo.

## Publications
- Real Linear Algebra, Chapman & Hall Pure and Applied Mathematics, Buch 91, CRC Press, 1985.
- avec Peter M. Van Coppenolle, Critique of Mainstream Austrian Economics. In the spirit of Carl Menger, 2019.
- avec Peter M. Van Coppenolle, Credit And The Two Sources From Which It Springs, 2019.
- Signature of Partitions and Divisors, 1965.
- Substitution of Power Series, 1965.
- Borrowing Short and Lending Long: Illiquidity and Credit Collapse, Monograph, Committee for Monetary Research and Education, 1983.
- Resumption of Gold Convertibility of The US Currency (Monograph, Committee for Monetary Research and Education, 1984.
- Irredeemable Currency: The Destroyer of Capital (Monograph, Committee for Monetary Research and Education, 1985.
- Real Linear Algebra, M. Dekker, 1985,  (ISBN 9780824772383).

français
- Le retour au standard Or, Le jardin des livres, 2011.
- Le standard argent : Comment sauver son épargne en investissant des petites sommes, Le Jardin des Livres, 2023.